# Ben Schoeman
Barend Jacobus "Ben" Schoeman (Johannesburg, 1905. január 19. – ?, 1986. május 2.) a dél-afrikai Nemzeti Párt politikusa volt. 1948 és 1954 között munkaügyi, 1954 és 1974 között közlekedési miniszterként dolgozott.

## Élete
Schoeman 1905. január 19-én született Braamfonteinben, Johannesburgban, a Transvaal Brit Gyarmati Területen, Barend Jacobus Schoeman mozdonyvezető és Abelina Jacoba Schoeman (született Theunissen) fiaként. Középiskolai tanulmányai befejezése után a vasúti iparhoz csatlakozott, sofőrként és tűzoltóként is dolgozott. Paardekopban állomásfőnöki pozíciót is betöltött.
Tizenhét évesen a Nemzeti Párt braamfonteini helyi szervezetének elnöke volt, de átlépett az Egyesült Pártba, és az 1938-as általános választásokon Fordsburg parlamenti képviselőjévé választották 1127 szavazatos többséggel. 33 évesen Schoeman a Népgyűlés legfiatalabb tagja volt.
A második világháború kitörésekor Schoeman támogatta J. B. M. Hertzog miniszterelnök semleges álláspontját. Amikor Hertzog lemondott miniszterelnöki posztjáról, és a Megtisztított Nemzeti Pártot egyesítette saját, újonnan létrehozott Néppártjával, Schoeman hasonlóan pártot váltott, viszont az 1943-as általános választásokon elveszítette mandátumát, melyet Sarel Tighy, az Egyesült Párt képviselőjelöltje nyert meg.  Az 1948-as általános választásokon már sikerült győznie választókerületében, így visszatérhetett a Népgyűlésbe.
Míg egyesek azzal vádolták Schoemant, hogy tagja volt az Ossewabrandwag németbarát, angolellenes szervezetnek, Schoeman visszaemlékezéseiben azt állítja, hogy felajánlottak neki egy vezetői pozíciót a szervezetben, de ezt ő visszautasította. Hasonlóképpen Schoemant megkereste a nemzeti szocialistákkal szimpatizáló Oswald Pirow, hogy csatlakozzon az Új Rend nevű radikális szervezetéhez. Schoeman ezt is elutasította, mondván, ő „hisz az afrikánerek demokratikus rendszerében”.
Hendrik Verwoerd miniszterelnök 1966 szeptemberi brutális meggyilkolása után sokan Schoemant tartották a leginkább alkalmasnak a Nemzeti Párt vezetésére. El is indult a vezetőválasztáson, de egy nappal előtte visszalépett a versenytől, így a másik jelöltnek (John Vorsternek) biztosítva a győzelmet.

## Fordítás
Ez a szócikk részben vagy egészben  a   Ben Schoeman című angol Wikipédia-szócikk ezen változatának fordításán alapul.  Az eredeti cikk szerkesztőit annak laptörténete sorolja fel. Ez a jelzés csupán a megfogalmazás eredetét és a szerzői jogokat jelzi, nem szolgál a cikkben szereplő információk forrásmegjelöléseként.